# Beilicat de Xahr-i Sabz
Xahr-i Sabz o Xehr-e Sebz (erròniament Xar-i Sabz o Xer-e Sebz), també Xakhrisabz (en uzbek Xahrisabz / Шаҳрисабз; en persa شهر سبز / Xahr-e Sabz; en rus: Шахрисабз; en català transcrit com a Xahrisabz), que vol dir 'ciutat verda', fou un beilicat del sud de l'Uzbekistan, que fou independent sota el govern dels seus begs, de la confederació dels keneges, i sovint lloc de refugi de l'oposició als kans de Bukharà. La capital fou Xahrisabz (antiga Kish), avui a l'Uzbekistan, lloc de naixement de Tamerlà. Separada de Bukharà a l'oest per un desert, i de Samarcanda al nord per una serralada amb passos fàcils de defensar, era el lloc ideal pel sorgiment d'un poder independent. Encara que no hi ha cap història local, segurament fou virtualment independent la major part del segle xvii i al segle xviii, fins que a la meitat d'aquest segle fou sotmesa per Muhammad Rahim de Bukharà que la va dominar durant cinc anys, recuperant després la independència sota el beg dels uzbeks Kairosali.
Del 1811 al 1836 fou governada per Daniar Ataliki, un dels seus governants més notables, que va agafar el títol de wali n nyam i va resistir amb èxit a Mir Haydar Tura (1799-1826) i després al seu fill Nasrullah.
El van succeir els seus dos fills Khoja Kul a Xahr-i Sabz i Baba Datkha a Kitab. Enfrontats els dos germans, Nasrullah va aprofitar per envair el país; abans d'arribar Baba havia estat expulsat pel seu germà que va aconseguir refusar als bukharians. Enotjat per aquest fracàs, Nasrullah va enviar dues vegades en un any la seva cavalleria per devastar els prats de Xahr-i Sabz, però cada vegada es va acordar una treva que durava poc temps. Khoja Kul va morir el 1846.
El seu germà Iskandar es va apoderar llavors de Kitab, mentre que el seu fill Ashur Kuli Beg va dominar Xakhrisabz, però aviat en fou expulsat pel seu oncle que va agafar el títol de wali n nyam que va conservar fins al 1856 quan Nasrullah de Bukharà finalment va aconseguir ocupar la ciutat després d'un setge en què la fam va afectar greument Xakhrisabz. Iskandar es va retirar a Kitab però poc després es va haver de rendir, obtenint no obstant condicions favorables. Fou enviat a viure a Bukharà rebent els ingressos de Karakul pel seu manteniment. La germana d'Iskandar era una dona extraordinàriament bella però ja estava casada: no obstant l'emir de Bukharà la volia i va enviar al seu marit desterrat a Chardjui i una vegada absent la va posseir i la va incloure al seu harem; les famílies principals de Xahr-i Sabz van formar colònies a Chardjui, Karshi i altres llocs. Just abans de morir Nasrullah va ordenar executar a la seva dona i a Iskandar, segurament per gelosia.
Nasrullah va morir el 21 de setembre de 1860 i quan es va saber la notícia de la mort, un membre de la família reial de Xahr-i Sabz anomenat Baba Beg, fill de Kalendar Beg o Derwish beg (que més que un nom sembla que era un alt càrrec de la cort de Bukharà), va marxar a la seva ciutat i va actuar com independent però sense trencament formal; sis mesos després (1861) la ciutat fou visitada per Muzaffar al-Din, el fill de Nasrullah, que fou rebut; va reclamar al llit a la germana de Baba Beg, que ja havia hagut de servir per les passions del seu pare; això va provocar un aldarull i Muzaffar al-Din es va retirar de la ciutat fent arrestar a diversos notables, però el poble en revolta els va alliberar. Baba Beg fou aclamat governant independent de Xahr-i Sabz i Jara Beg de Kitab, d'on van expulsar els oficials bukharians. Muzaffar al-Din va marxar contra ells però va haver d'aixecar el setge i finalment retirar-se quan estava assetjant la fortalesa fronterera de Chirakchi i fou cridat per resoldre afers a Kokand. Els beilicats de Xahr-i Sabz li van enviar obsequis anuals i alguns contingents de tropes per ajudar-lo en les seves guerres, però no li van permetre tornar a interferir als afers interns de l'estat.
El 1865 Muzaffar al-Din Bahadur Khan va planejar sotmetre definitivament Xahr-i Sabz, però la guerra de Bukharà amb els russos (1866) va posar fi a aquest projecte. Muzaffar fou derrotat el 1866, i després de la conquesta russa de Jizakh es va establir una treva de facto; després es va reprendre la lluita el 1867 i els bukharians van patir diverses derrotes; els begs de Kitab i Xahr-i Sabz es van aliar a l'emir que els va prometre la ciutat fronterera de Chirakchi, objecte de constants disputes, i Jura Beg va rebre el títol de Datkha; el 1868 Samarcanda fou atacada per 25.000 uzbeks de Xar-i Sabz manats per Jura Beg i Baba Beg, 15.000 Kitai Kiptxaks manats per Abd al-Taj, i 15.000 samarcadians manats per Hassan Beg, Abdul Gafda Beg i Umar Beg. Per la traïció d'alguns aksakals, els atacants van poder forçar l'entrada i els russos es van retirar a la ciutadella on van resistir tots els esforços de l'enemic per ocupar-la; l'endemà els atacs es van renovar i quan les portes van cedir es va fer un mur de sacs de terra; sis dies va durar la lluita; la notícia va arribar a Kauffman que va anar al rescat dels seus; els russos van tenir 49 morts i 172 ferits. L'emir es va desesperar i va cedir; va oferir al russos el pagament de 125.000 tilas o 500.000 talers, entregar el territori del Zarafshan central incloent Samarcanda i Katti Kurgan a Rússia, i acceptar guarnicions a Kermineh, Karshi i Chardjui; els territoris cedits van formar la província russa de Sir Darya, que fou la província oriental del govern del Turquestan, A més a més l'emir va concedir el dret per totes les religions de comerciar lliurement a tot el seu territori, tenir cònsols o agents a totes les ciutats per assegurar i protegir les seves propietats, establir uns aranzels duaners màxims del 2,5% pels productes russos, i concedir lliure trànsit als mercaders russos. Les mesures implicaven l'acceptació de fet del protectorat rus. La derrota fou humiliant especialment pels mul·làs que no entenien com el seu exèrcit de Déu havia estat derrotat per un grapat d'infidels. Els malcontents es van aplegar a l'entorn del fill gran de l'emir Abd al-Malik, conegut popularment com a Kettih Tureh o Ketta Tiura (Gran Príncep), i del nebot de l'emir, Sayyid Khan, que tenia el suport dels begs de Xar-i Sabz i Kitab, i del nòmades de l'estepa dirigits per Sadik. Ketta Tiura es va dirigir a Karshi on es va revoltar i es va proclamar kan de Bukharà iniciant la guerra contra el seu pare. Aquest va demanar ajut a Rússia que van enviar un contingent manat pel general Abràmov, que va marxar contra Karshi; un dels rebels, Umar Beg de Chilek, va rebre orde d'atacar als russos amb uns 8000 homes, però fou fàcilment derrotat l'octubre de 1868, uns 8000 homes; pocs dies després els vencedors entraven a Karshi. El príncep fou fet presoner i entregat al seu pare Muzaffar al-Din. Abd al-Malik va poder fugir a Xar i Sabz i d'allí a Hissar.
El 1869 un recaptador tsarista, el príncep Usufof, amb la seva escorta, fou atacat prop de Xahr-i Sabz per una banda de saquejadors suposadament dirigits per Haydar Khoja, un protegit de Jura Beg; i el 1870 els russos manats pel general Abràmov (que havia estat absent en una expedició al Iskander Kul) van exigir la rendició del beg; aquest s'hi va negar al·legant que Haydar era innocent i estava en un altre lloc en aquell moment; es va donar orde d'atac i Kitab fou ocupada a l'assalt (després d'una ferotge resistència) i Xahr-i Sabz es va rendir, i així els russos van dominar el beklik. Els dos begs van fugir a Khokand. Els russos, contra el desig quasi unànime dels seus habitants, van entregar el territori a l'emir de Bukharà, que el 1873 també va rebre una franja de territori a la dreta de l'Oxus, des de Kukertli a Meshekli, i fins a la frontera russa, que havia estat arrabassat al Kanat de Khivà. El kan de Kokand els va entregar als russos i aquestos els van tenir sota vigilància i els van utilitzar després en la lluita al mateix kanat. Finalment van rebre una pensió. Jura Beg va esdevenir un ardent partidari dels russos i és descrit com a persona molt honorable i cavalleresca.

## Llista de begs de Xahr-i Sabz
- Daniar Ataliki 1811-1836
- Khoja Kul 1836-1846
- Ashur Kuli Beg 1846-1848
- Iskandar (1848-1856)
- Al Kanat de Bukharà (1856-1860)
- Baba Beg (1860-1861)
- Al Kanat de Bukharà (1861)
- Baba Beg (1861-1870)
- A l'Imperi Rus 1870)

## Llista de begs de Kitab
- Baba Datkha 1836-1840
- Khoja Kul 1840-1846
- Iskandar 1846-1856
- A Bukharà 1856-1861
- Jara Beg 1861-1870
- a Rússia 1870